# Metodi II de Constantinoble
Metodi II de Constantinoble (grec antic: Μεθόδιος, llatí: Methodius) va ser patriarca de Constantinoble per poc temps, l'any 1240.
És probablement l'autor d'una obra titulada De Revelatione, que també s'atribueix a Metodi de Patara o Patarense. Va escriure una altra obra, Acnigmata, en iambes trístics.